# Rostbräken
Rostbräken, Dryopteris lepidopoda, är en träjonväxtart som beskrevs av Bunzo Hayata. Dryopteris lepidopoda ingår i släktet Dryopteris och familjen Dryopteridaceae. Inga underarter finns listade.